# Province de Caravelí
La province de Caravelí (en espagnol : Provincia de Caravelí) est l'une des huit provinces de la région d'Arequipa, dans le sud du Pérou. Son chef-lieu est la ville de Caravelí.

## Géographie
La province couvre une superficie de 13 139,41 km2. Elle est limitée au nord par la région d'Arequipa,  à l'est par les provinces de La Unión, Condesuyos et Camaná, au sud par l'océan Pacifique et à l'ouest par la région d'Ica.

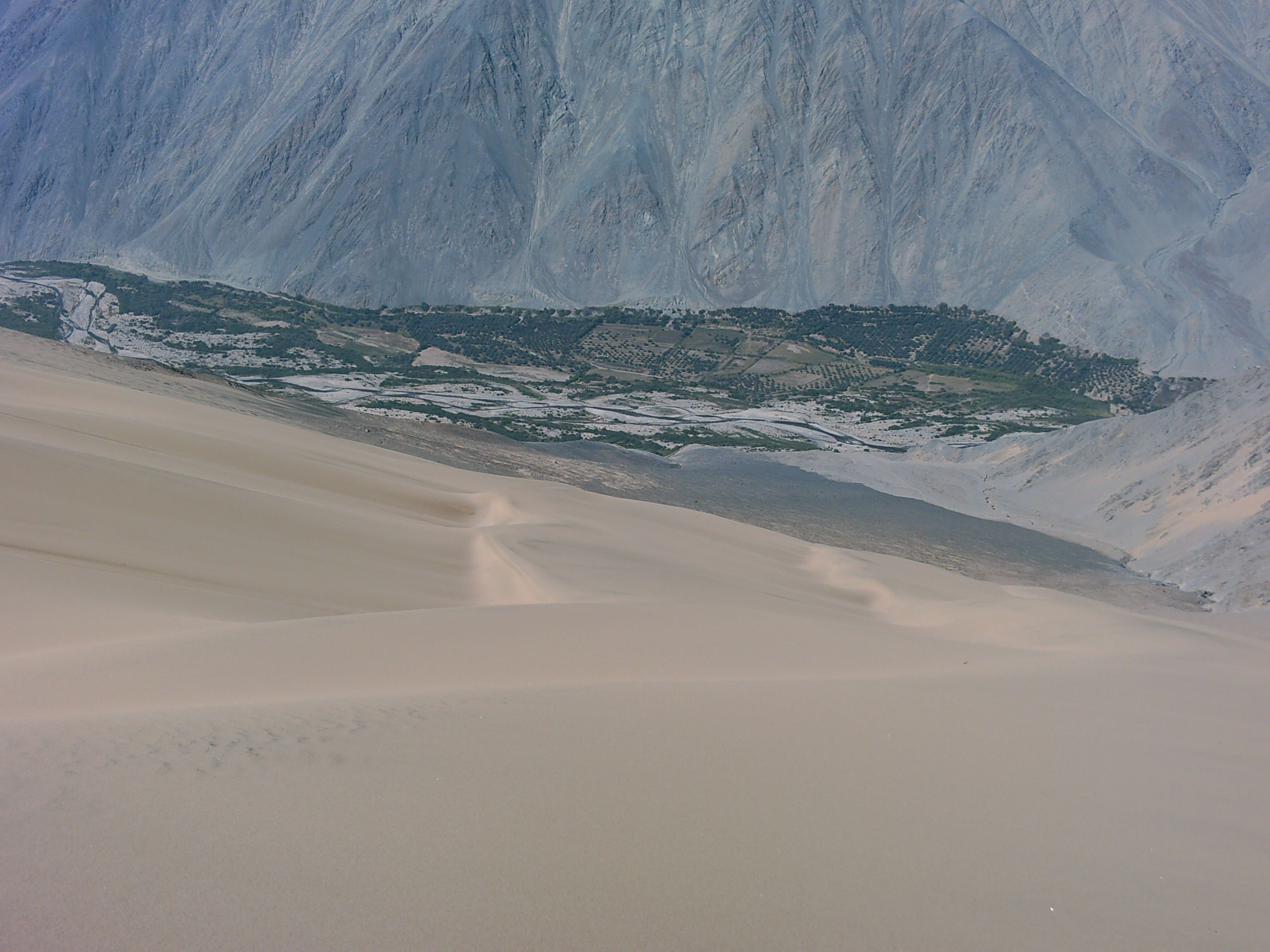
Vue aérienne de la province de Caravelí

## Population
La population de la province était estimée à 30 136 habitants en 2002.

## Subdivisions
La province est divisée en 13 districts :
- Acarí (El Molino)
- Atico (Atico)
- Atiquipa (Atiquipa)
- Bella Unión (Bella Unión)
- Cahuacho (Cahuacho)
- Caravelí (Caravelí)
- Chala (Chala)
- Chaparra (Achanizo)
- Huanuhuanu (Tocota)
- Jaqui (Jaqui)
- Lomas (Lomas)
- Quicacha (Quicacha)
- Yauca (Yauca)